# Torbjörn Kartes

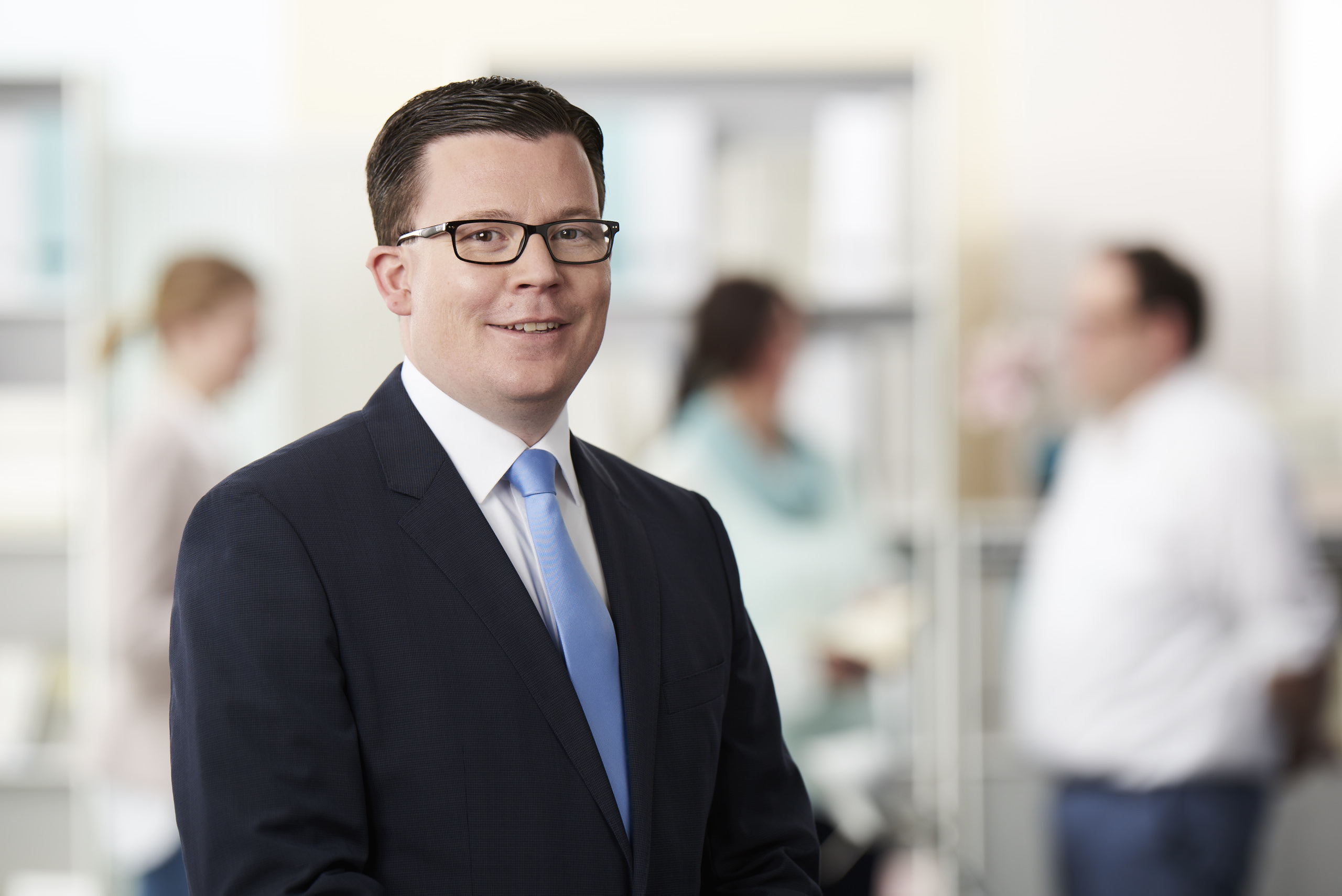
Torbjörn Kartes MdB

Torbjörn Kartes (* 23. April 1979 in Freiburg im Breisgau als Jens Torbjörn Jagodzinski) ist Rechtsanwalt und ein deutscher Politiker der CDU. Er war von 2017 bis 2021 Mitglied des Deutschen Bundestages.

## Leben und Beruf
Torbjörn Kartes wurde als Sohn eines Deutschen und einer Schwedin geboren. Als Kind zog er mit seiner Familie nach Ludwigshafen am Rhein. Nach dem Abitur 1998 am Carl-Bosch-Gymnasium in Ludwigshafen absolvierte er seinen Zivildienst als Rettungssanitäter beim Deutschen Roten Kreuz, ebenfalls in Ludwigshafen. Von 1999 bis 2004 studierte er Rechtswissenschaften an den Universitäten in Mannheim, Göteborg und Heidelberg. Von 2004 bis 2006 war er Rechtsreferendar im Bezirk des Pfälzischen Oberlandesgerichts Zweibrücken. Im Jahr 2007 wurde er als Rechtsanwalt zugelassen. Bereits 2006 hatte er eine Tätigkeit in der Rechtsabteilung des kommunalen Versorgungsunternehmens Technische Werke Ludwigshafen aufgenommen. Im Jahr 2011 wurde er Leiter des Vorstandsreferats Personal und Organisation, 2012 Bereichsleiter Personal, 2015 zusätzlich Geschäftsführer der TWL Vertrieb GmbH sowie der TWL Energie Deutschland GmbH. Seit dem Einzug in den Deutschen Bundestag im Jahr 2017 unterstützt er die TWL im Rahmen einer Nebentätigkeit weiter zu strategischen Personalthemen.
Kartes ist verheiratet und hat zwei Söhne.

## Partei
Von 1996 bis zum altersbedingten Ausscheiden 2014 war Kartes in diversen Funktionen Mitglied der Jungen Union. Im Jahr 2001 trat er in die CDU ein. Von 2006 bis 2015 war er stellvertretender Kreisvorsitzender der CDU Ludwigshafen; seit Januar 2018 ist er Kreisvorsitzender. Dem Stadtrat der Stadt Ludwigshafen gehört Kartes seit 2009 an. Von 2015 bis Januar 2018 war er drei Jahre Vorsitzender der CDU-Stadtratsfraktion Ludwigshafen. Seit 2018 ist Kartes Kreisvorsitzender der CDU Ludwigshafen.

## Abgeordneter

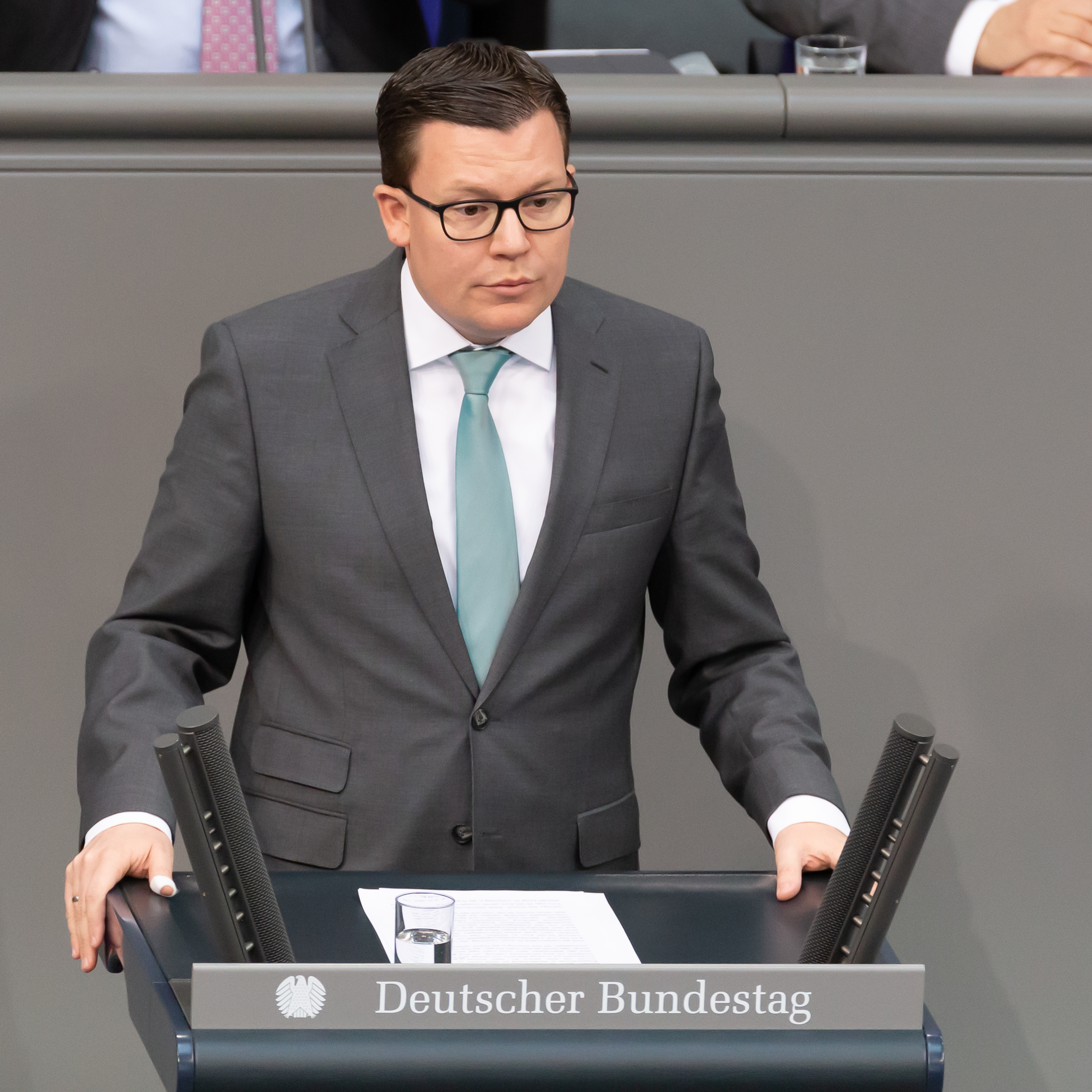
Torbjörn Kartes spricht im Deutschen Bundestag (2020)

Bei der Bundestagswahl am 24. September 2017 gelang Kartes der Einzug in den Deutschen Bundestag. Er gewann das Direktmandat im Bundestagswahlkreis Ludwigshafen/Frankenthal, zu dem auch der Großteil des Rhein-Pfalz-Kreises gehört. Dort war er ordentliches Mitglied im Ausschuss für Arbeit und Soziales sowie im Ausschuss für Familie, Senioren, Frauen und Jugend. Kartes wurde 2017 in die Kommission „Arbeit und Soziales“ des Bundesverbands der Mittelstands- und Wirtschaftsvereinigung der CDU/CSU (MIT) berufen. Zudem war Kartes Schriftführer.
Bei der Bundestagswahl 2021 verlor Kartes im Wahlkreis gegen Christian Schreider (SPD) und verpasste auch über Listenplatz 10 den Wiedereinzug in den Bundestag.

## Gesellschaftliche Ämter
Von 2010 bis 2014 war Kartes Erster Vorsitzender der Gesellschaft der Freunde des Theaters im Pfalzbau. Seit 2015 ist er Mitglied des Lions-Clubs Ludwigshafen-Kurpfalz. Im Jahr 2020 wurde Kartes zum Vorsitzenden des Kuratoriums der Stiftung Institut für Herzinfarktforschung bestimmt.  